# آنا اتکینز

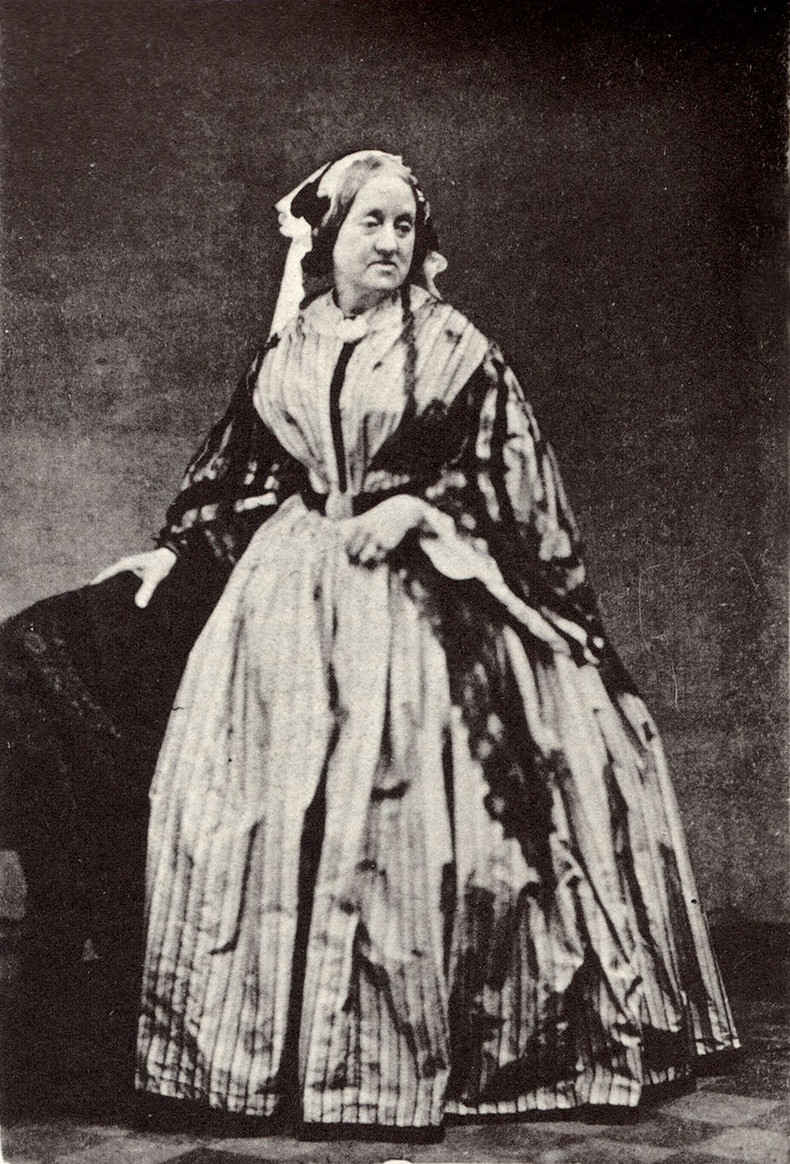
نگارهٔ آنا اتکینز، ۱۸۶۱

آنا اتکینز (به انگلیسی: Anna Atkins)،(زاده۱۶ مارس ۱۷۹۹ –درگذشته ۹ ژوئن ۱۸۷۱) گیاه‌شناس و عکاس انگلیسی بود. اغلب او را اولین کسی می‌دانند که کتابی با تصاویر عکاسی‌شده منتشر کرد. براساس ادعای بعضی از منابع او اولین زن عکاس بود.

## زندگی اولیه
اتکینز در منطقه تونبریج در شهر کنت انگلستان در سال ۱۷۹۹ به دنیا آمد. مادرش هستر آنه چیلدرن به علت مشکلات ناشی از زایمان در سال ۱۸۰۰ درگذشت. آنا روابط نزدیکی با پدرش جان جورج چیلدرن داشت. آنا تحت آموزشی قرار گرفت که در زمان او برای یک زن معمول نبود. تصاویر دقیق او از صدف‌ها در ترجمه پدرش از «کتاب انواع صدف‌ها» اثر لامارک استفاده شد.
در سال ۱۸۲۵ با جان پلی اتکینز تاجر ازدواج کرد و آن‌ها به هالستدپلیس، اقامتگاه خانواده اتکینز در سونوکس، کنت رفتند. آن‌ها فرزندی نداشتند. اتکینز علاقه‌اش به گیاه‌شناسی، را به عنوان مثال با جمع کردن گیاهان خشک شده دنبال کرد. احتمالاً بعدها این گیاهان در فتوگرامها مورد استفاده قرار گرفتند.

## عکاسی
جان جورج چیلدرن و جان پلی اتکینز با هنری فاکس تالبوت دوست بودند. آنااتکینز دو اختراع مربوط به عکاسی تالبوت: تکنیک «طراحی نوری» (که در آن یک شی در روی کاغذ حساس به نور که برای تولید تصویر در معرض نور قرار گرفته‌است) و کالوتایپ را مستقیماً از خود او یاد گرفت.
آنااتکینز در سال ۱۸۴۱ به دوربین دسترسی داشت. بعضی از منابع ادعا می‌کنند که او اولین عکاس زن است. منابع دیگر از کنستانس تالبوت، همسر ویلیام فاکس تالبوت به عنوان اولین عکاس زن نام می‌برند. از آنجایی که هیچ عکس گرفته شده با دوربین توسط آنا اتکینز و هیچ عکسی از کنستانس تالبوت باقی نمانده است، ممکن است این اختلاف نظر هرگز برطرف نباشد.

## زندگی و کارهای بعدی
در دهه ۱۸۵۰، آنا اتکینز با آنه دیکسون (۱۷۹۹–۱۸۶۴)، که حکم خواهرش را داشت، برای تولید و عرضه حداقل سه آلبوم از فتوگرام‌های چاپ‌بی همکاری کرد:
- Cyanotypes of British and Foreign Ferns (1853), now in the J. Paul Getty Museum;
- Cyanotypes of British and Foreign Flowering Plants and Ferns (1854), disassembled pages of which are held by various museums and collectors;
- An album inscribed to "Captain Henry Dixon," Anne Dixon's nephew (1861).

علاوه بر آن او کتاب‌هایی با تصاویر غیرعکاسی شده منتشر کرد.
او در سال ۱۸۷۱ در هالستدپلیس در اثر فلج، روماتیسم و خستگی در سن ۷۲ سالگی درگذشت.

### نگارخانه

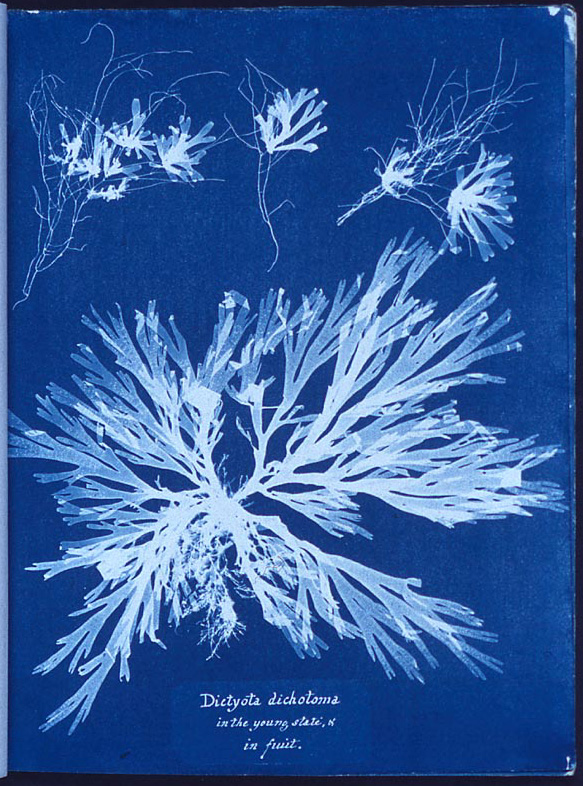
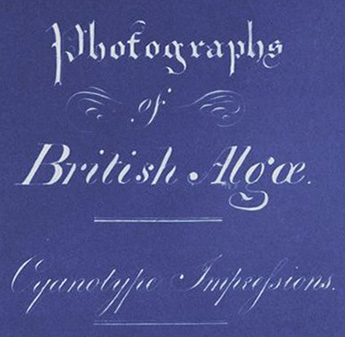
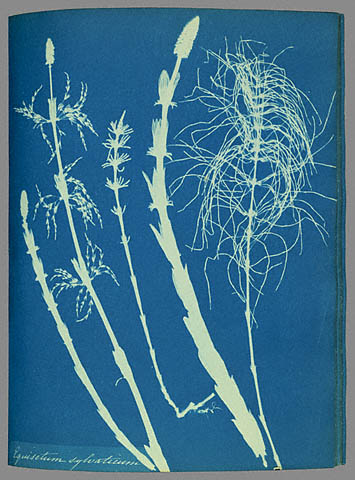